# Boulé

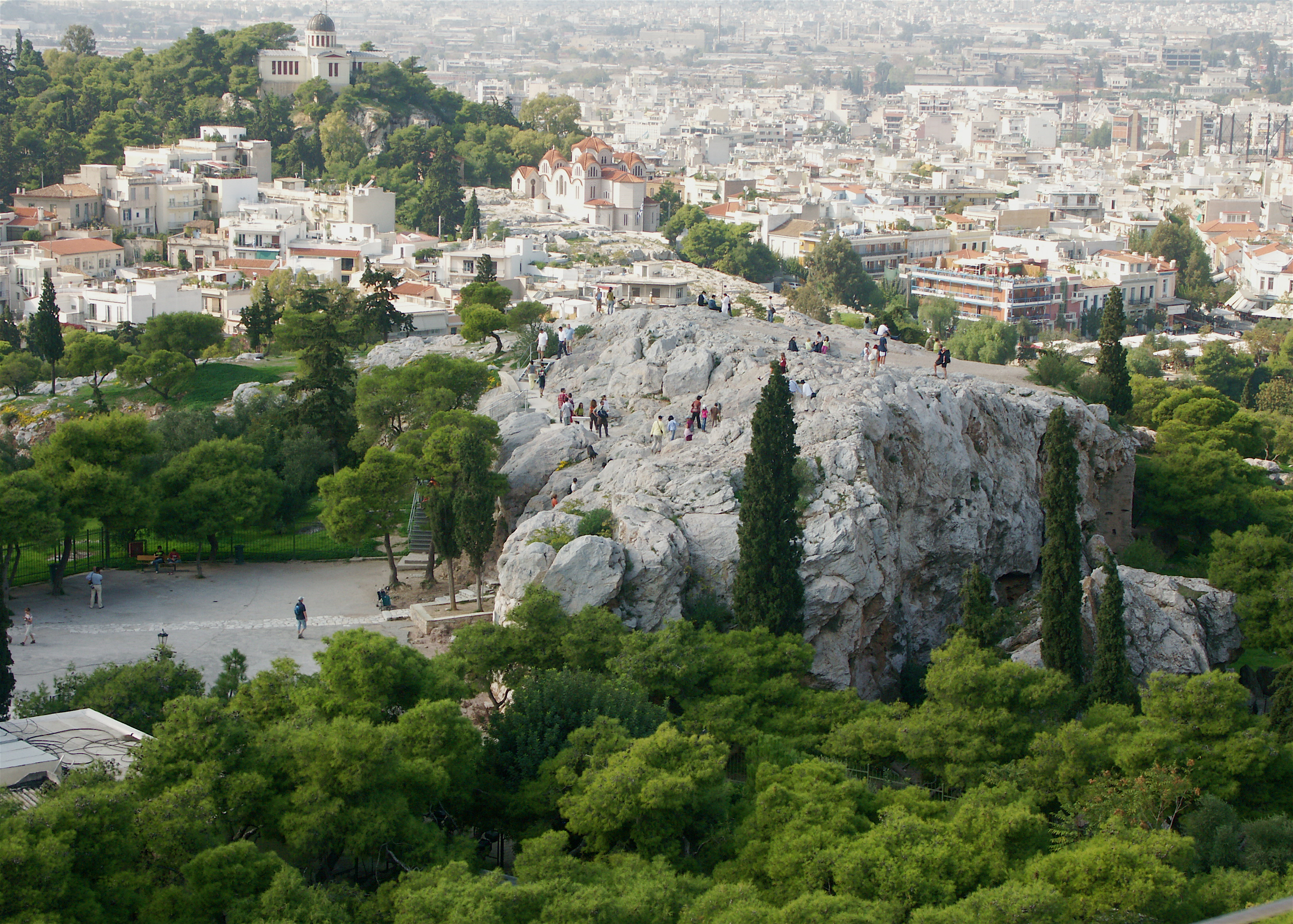
Areópago desde la Acrópolis.

En las ciudades de Grecia Antigua la Boulé (en griego Βουλή, también transcrito por Bulé) era una asamblea restringida de ciudadanos encargados de los asuntos corrientes de la ciudad. Su nombre, a menudo, ha sido traducido por «Consejo», y más raramente, por «Senado».
En Atenas se llamaba Boulé el consejo del Areópago, hasta que Solón convirtió la Boulé en un consejo de 400 miembros (100 por tribu). Clístenes amplió el número de buleutas hasta 500, número que se conservará posteriormente. Estos se eligen anualmente por sorteo entre los ciudadanos de más de treinta años de edad y reciben una paga de cinco óbolos. Son el verdadero órgano de gobierno de la democracia y gozan de las funciones deliberativa, administrativa y judicial.
En la Ilíada, relatando la Guerra de Troya se supone desarrollada en la época arcaica, la Boulé es la asamblea de los jefes griegos que debaten, a la llamada de Agamenón, sobre cuestiones de estrategia y de gobierno. De este tipo de estructura de nobles aconsejando a un rey más poderoso, la denominación de la Boulé evoluciona para designar diferentes instituciones, con poderes variables, según los regímenes políticos y las épocas. Durante los regímenes oligárquicos el cargo de bouleuta era hereditario, mientras que en la Atenas democrática y sus émulos era otorgado por sorteo. La mayoría de las boulai son desconocidas, solo la Boulé ateniense está descrita por abundantes fuentes históricas (y especialmente la Constitución de los atenienses atribuida a Aristóteles y a sus discípulos del Liceo, cuya redacción sería sobre el 330 a. C.).

## La Boulé de Atenas: una institución en evolución

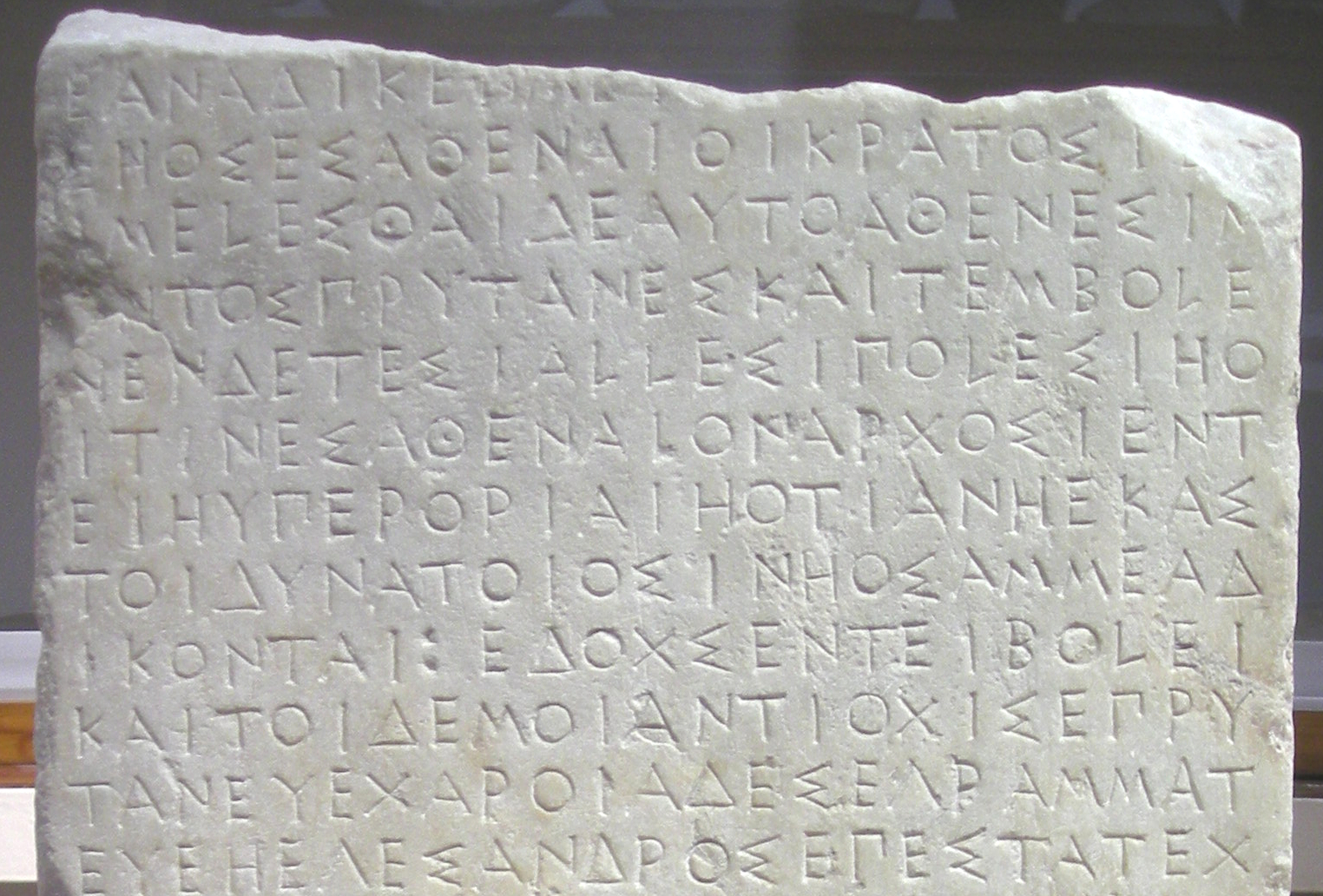
Estela con decreto de la Boulé ateniense. c. 440–425 a. C.

El consejo original de Atenas fue el Areópago. Estaba compuesto por ex-arcontes y tenía carácter aristocrático.

### Creación por Solón
La boulé ateniense fue establecida por Solón en 594 a. C. Estaba compuesta de 400 hombres - 100 de cada una de las clases censatarias atenienses que eran los pentacosiomedimnos, los caballeros (hippeis), los zeugitas y los tetes - y muy poco se conoce a propósito del funcionamiento y del papel exacto de la boulé ateniense en esta época; su existencia, además, ha sido puesta en duda.

### Reforma de Clístenes
Con la reforma de Clístenes fundada especialmente en la Ekklesía, asamblea soberana que ejercía lo esencial del poder legislativo y donde podía reunirse cualquier ciudadano, la Boulé evoluciona a una asamblea de 500 miembros renovados cada año, llamada Consejo de los Quinientos. Por cada una de las diez nuevas tribus, 50 ciudadanos eran designados buleutas por sorteo entre listas de voluntarios redactadas por demos. Después de las reformas de Pericles, esta magistratura fue retribuida por el misthos. Los ciudadanos atenienses podían ser buleutas un máximo de dos veces en su vida.
El papel de la Boulé era recoger las proposiciones de ley de los ciudadanos, los probouleuma (προβούλευμα), a fin de establecer el orden del día de las sesiones de la Ekklesía que ella convocaba. No había ninguna concurrencia entre estas dos instituciones. Una presidencia rotatoria de la Boulé, la pritanía, de una duración de un mes ateniense, estaba asegurada por los buleutas de una misma tribu. El mandato del buleuta era anual, y el año ateniense constaba de 10 meses; todo buleuta llega a ser pritano una vez. Entre los pritanos, se sorteaba diariamente un «Presidente del Consejo», el epístata. Era responsable del buen desarrollo de las sesiones de la Boulé y de la Ekklesía. En el caso de la promulgación o la discusión de un decreto contrario a las leyes de la ciudad bajo su corta presidencia, podía ser condenado a una grave sanción por el procedimiento de la graphè para nomon (ἡ γραφή παρά νόμων).
En la práctica los probouleuma eran tomados en cuenta por los buleutas, que transmitían enseguida un informe a los pritanos en ejercicio, los cuales discutían entre ellos y con el conjunto de los buleutas sobre la oportunidad de levantar una sesión de la Ekklesía. 
Además, la Boulé estaba encargada de verificar que las leyes y decretos promulgados por la Ekklesía, que eran a menudo probouleuma enmendados y no podían ir en contra de las leyes fundamentales de la ciudad. No obstante, la Boulé no ejercía nunca el menor poder de bloqueo, es decir, siempre transmitía a los magistrados, para la ejecución y colocación en el ágora, los decretos votados por la Asamblea; la Ekklesía permaneció siempre dueña de sus decisiones en última instancia.

### Nuevas atribuciones
Al cabo de los siglos, la Boulé recibió nuevas atribuciones, y en particular las de la acusación, como la graphè para nomon y la 'eisangelia. Así, la Boulé codetentaba una pequeña parte del poder judicial.
- La graphè para nomon (en griego antiguo: γραφή παρανόμων, graphē paranómōn): la graphè (en griego, γραφή) es la acción en la justicia pública en oposición a la dice (en griego, δίκη), acción en la justicia privada. La graphè para nomon es literalmente una acción pública en la justicia para (defender las) leyes. Se traducía por la posibilidad ofrecida a todos los ciudadanos de solicitar la abrogación de un decreto o de una ley, en el momento de su proposición y durante el año que seguía a su adopción, si se estimaba que las leyes fundamentales de la ciudad eran infringidas o puestas en peligro. El autor, pero también el epístata que presidía la Asamblea el día de la votación, eran perseguidos y condenados a graves sanciones. Este procedimiento judicial empezaba en la Pnyx pero el enjuiciamiento era hecho por los heliastas. La graphè para nomon intentaba proteger la democracia de los excesos de la mayoría soberana (sistema de regulación particularmente innovador y pionero, este riesgo no había sido percibido en las democracias representativas hasta más tarde con Tocqueville), y ponía a las instituciones al abrigo de los demagogos y del clientelismo. En este sentido era seguida por el ostracismo, desaparecido en 417 a. C.

- La eisangelia (en griego antiguo: ἡ εἰσαγγελία, literalmente «el anuncio»). Es la denuncia pública de un ciudadano o de un magistrado ante la Ekklesía, donde se le acusaba de una acción política o de un delito que lesionaba los intereses de la ciudad, como una corrupción o un complot. Si la Ekklesía decidía seguir, por su voto, con una acusación, el dossier era transmitido a la Boulé, que redactaba entonces un probouleuma para definir precisamente el delito y proponer la sanción. La Ekklesía decidía entonces juzgar ella misma el asunto (disponemos así de alegatos dirigidos al pueblo), o de llevarla ante la Heliea (en cuyo caso los alegatos se dirigían a los jueces).

Además, la Boulé ejercía otra gran función: era responsable de la rendición de cuentas de los magistrados, es decir, del control de su trabajo al final de su mandato y del control preliminar de los nuevos buleutas entrantes, la dokimasia. Se ocupaba también de la recepción de los huéspedes extranjeros en el Tholos.

## La Boulé en la época helenística y romana
Tras la conquista de toda Grecia por Filipo II de Macedonia, las ciudades perdieron su independencia, pero guardaron cierta forma de autonomía. Así en Atenas, la Boulé fue la única institución conservada. Jugó entonces el papel de un consejo municipal. Los buleutas no son ya elegidos por sorteo ni elegidos, sino que son escogidos entre los ciudadanos más ricos. Son responsables de las finanzas de la ciudad y de los impuestos del rey, luego del emperador durante la dominación romana. Deben asumir las liturgias, asegurando el confort y la diversión de sus conciudadanos. A cambio, son honrados con inscripciones y estatuas. 

## La gerusía: ¿Boulé espartana?
En Esparta, las funciones habitualmente desarrolladas por la Boulé fueron desempeñadas por la gerusía (en griego, γερουσία, gerousía) una asamblea de 28 hombres de más de 60 años, elegidos de por vida por aclamación en la Apella (Asamblea espartana).
La gerusía tenía las funciones consultivas habituales de una Boulé, sobre todo la supervisión de las leyes. Juzgaba los asuntos criminales más importantes, lo que correspondía más bien a las prerrogativas del Areópago, si es válida la comparación con el régimen ateniense, y jugó quizá un papel diplomático.
Sin embargo, la Boulé tenía una diferencia fundamental con la gerusía, y es que en ella se recibían las propuestas políticas de todos los ciudadanos atenienses, mientras que en la gerusía tan solo se aceptaban las propuestas de éforos, reyes o gerontes.